# Lipcani
Koordinaten: 48° 16′ N, 26° 48′ O

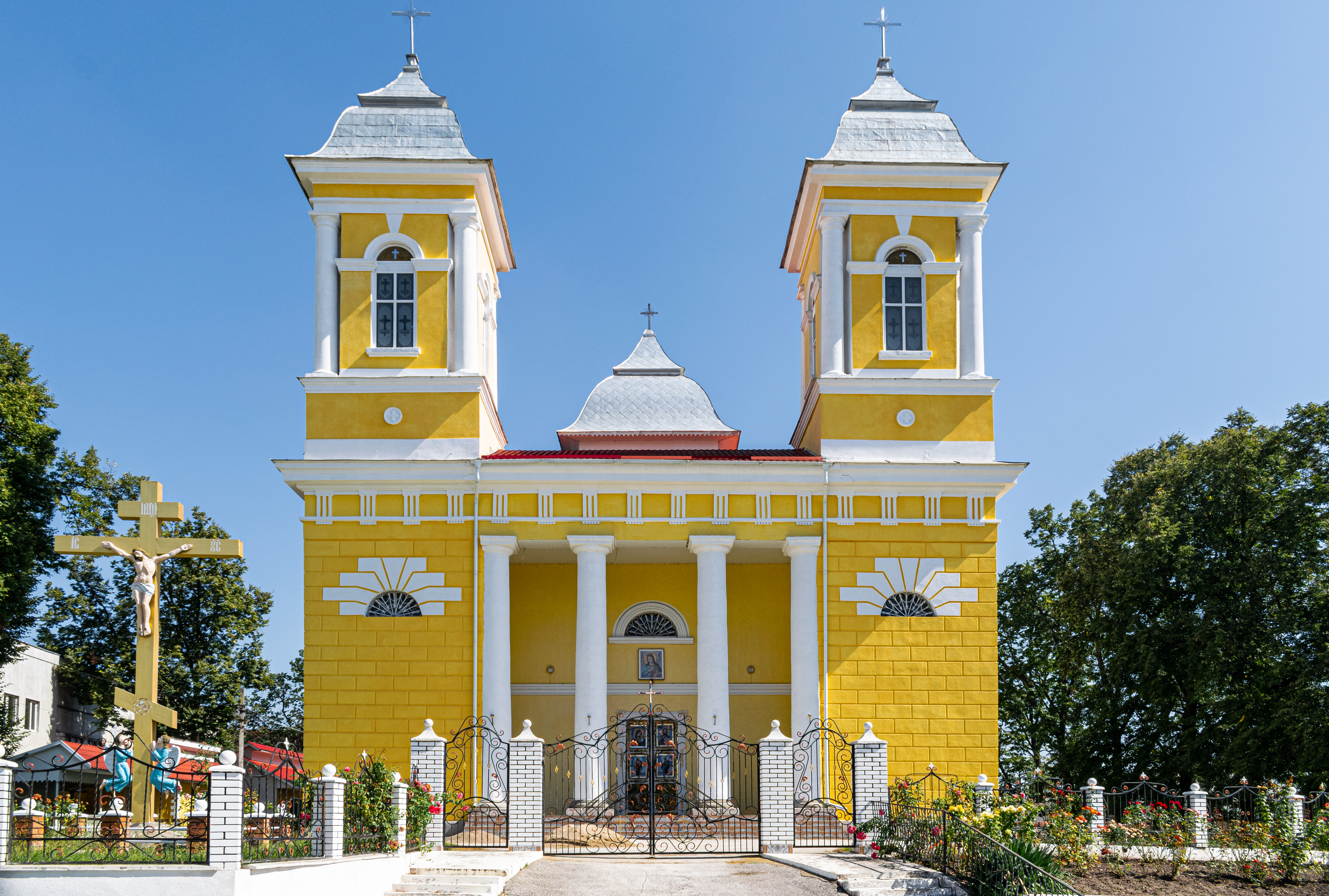
Katharinenkirche

Lipcani (kyrillisch Липканы/Lipkany) ist eine Stadt im Rajon Briceni der Republik Moldau. Südlich des Ortes wird eine Grenzübergangsstelle nach Rumänien betrieben. Seit 1893 hat Lipcani einen Bahnanschluss an der heutigen Bahnstrecke Tscherniwzi–Ocnița.
Ihren Namen erhielt die Stadt durch die Ansiedlung polnisch-litauischer Muslime, der sogenannten Lipka-Tataren, während der osmanischen Herrschaft. 

## Söhne der Stadt
- Mosche Altman (1890–1981), jiddischsprachiger Schriftsteller
- Modest Guțu (* 1937), rumänischer Zoologe
- Elieser Steinbarg (1880–1932), jiddischsprachiger Schriftsteller
- Nikolai Subow (1885–1960), russisch-sowjetischer Marine-Offizier, Ozeanologe, Polarforscher und Hochschullehrer